# 群馬県立敷島公園水泳場
群馬県立敷島公園水泳場（ぐんまけんりつしきしまこうえんすいえいじょう）は、群馬県前橋市の敷島公園内にある、日本水泳連盟公認の50m屋内水泳場。2020年4月1日から2023年3月31日まで、前橋市に本社を置く関水電業が3年間のネーミングライツを取得し、関水電業敷島プール（かんすいでんぎょうしきしまプール）という愛称がついていた。

## 屋内水泳場
屋内プールでガラス張りだが、南側の窓は前面が開くようになっている。
敷地面積は10226.6 m2、建築面積は3946.40 m2、延床面積 5050.32 m2。RC造一部S造3階建てで、1996年に建設された。管理棟（819.8 m2）には、事務室、更衣室、大会運営室、選手控室がある。
水深は1.3 - 1.75 m であるが、水球競技の開催時は1.55 - 2.0 m になる。（1レーンは水深1.3 m である。）

### トレーニング室
利用者の目的にあうよういろいろなマシンがある。

## 屋外水泳場

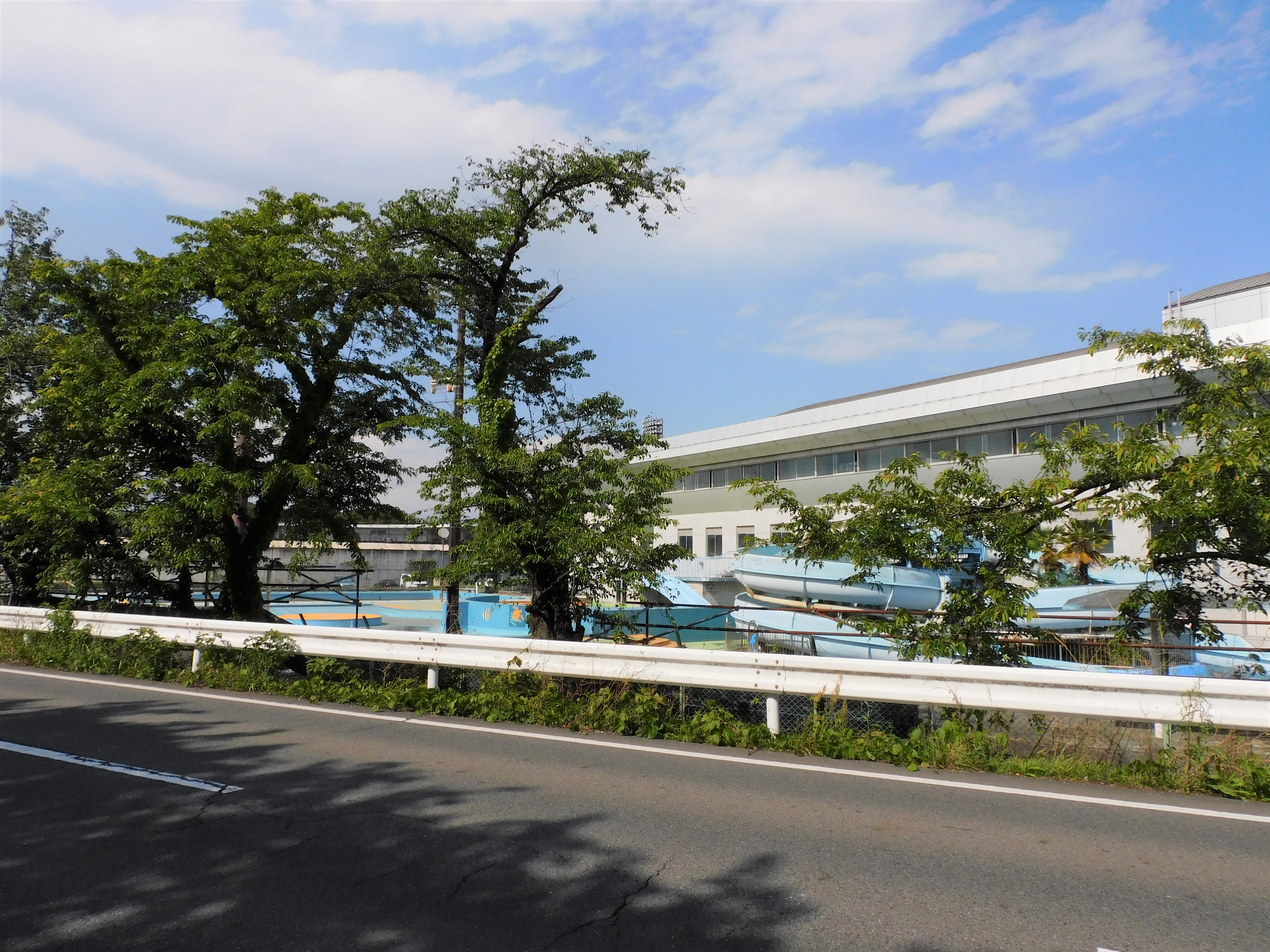
屋外水泳場

25 m プールのほかいろいろなプールがある。屋内の50 m プールが大会で使用されている場合、夏期に限りアップ、ダウン用のプールとして使われる。
- 25mプール（7コース） 25×17.7 m　水深は1.2 - 1.4 m
- 徒渉プール 水深は0.3 m
- すべり台プール 水深は0.3 - 0.6 m
- くじらプール 水深は0. 3m
- ウォータースライダーは2基ある。

### 飛込プール
飛込プールは高さが10m、7.5m、5mの台がある。プールの規模は25×22 m、水深は3.2 - 5.2 m。

## 施設の建て替え
2020年10月、県は水泳場を現地で建て替える方針を発表し、オリエンタルコンサルタンツにあり方検討、みずほリサーチ&テクノロジーズによるPPP/PFI導入可能性調査、昭和設計による基本計画策定を経て、2022年12月にPFIを導入して日本国内最大級の屋根架構面積を持つ新施設を、2029年に開催予定の国民スポーツ大会に間に合うように整備すると発表した。建て替えの理由として県は、施設の老朽化と、プールの水深やレーンの幅が公認基準を満たしていないことを挙げている。
建て替えに伴い、関水電業とのネーミングライツ契約を終了し、建て替えまでの間は群馬県立敷島公園水泳場に名称を戻すこととした。

## 主な大会
群馬県の水泳競技の中心的施設である。
- 群馬県高等学校総合体育大会[6]
- 前橋市中学校総合体育大会[7]
- 前橋市中学校新人大会
- 前橋市中学校春季大会